# 坦洪乡
坦洪乡，中国浙江省金华市武义县下辖的一个乡。除汉族外，当地畲族人口较多，其中有五个畲族村。2010年总人口3846人。

## 地理
总面积36.6平方公里，海拔高度250米至600之间。境内有坦溪，是云溪的上游，为东溪（午溪）的支流，在柳城畲族镇汇入宣平溪。

## 历史沿革
民国时为振武乡，1949年后分为坦洪乡、上村乡、上溪乡，1956年又合并为坦洪乡。
境内上坦村为著名古村，旧名坦溪村，清代及民国时期商贸活动繁荣，有诸多历史建筑。

## 行政区划
下辖以下地区：
上坦村、上陶村、陈村、白岩村、西畈村、南源村、黄干山村、上周村、上坦岭头村、赵村、杨柳源村、洪村、塘齐村、潘家里村、阳坑塘村和金隆村。

## 人口
2010年总人口3846人，其中男性1958人，女性1888人，共1881户。0至14岁人口428人，15至64岁人口2490，65岁及以上928人。

## 经济
主要经济作物为油茶籽、大豆、板栗、蘑菇，其中油茶籽较有名。矿物则有萤石矿，其次为花岗岩。
有轻工业，建有后西畈工业园区。另外还有旅游业。

## 著名人物
- 潘漠华，诗人，左翼作家，曾任中共天津市委宣传部长